# Ischnomera ruficollis
Ischnomera ruficollis is een keversoort uit de familie schijnboktorren (Oedemeridae). De wetenschappelijke naam van de soort is voor het eerst geldig gepubliceerd in 1823 door Say.